# Voile aux Jeux olympiques d'été de 1976
Navigation
Munich 1972 Moscou 1980
Six épreuves de voile furent disputées à l'occasion des Jeux olympiques d'été de 1976, du 19 au 28 juillet sur le lac Ontario près de Kingston.
Deux épreuves étaient réservées uniquement pour les hommes, et les quatre autres épreuves (course Open) étaient ouverts aux hommes et aux femmes.

## Tableau des médailles
| Rang | Pays                 | Médaille d'or | Médaille d'argent | Médaille de bronze | Total |
| 1    | Allemagne de l'Ouest | 2             | 0                 | 1                  | 3     |
| 2    | Royaume-Uni          | 1             | 1                 | 0                  | 2     |
| 3    | Allemagne de l'Est   | 1             | 0                 | 1                  | 2     |
| 4    | Danemark             | 1             | 0                 | 0                  | 1     |
| 4    | Suède                | 1             | 0                 | 0                  | 1     |
| 6    | États-Unis           | 0             | 2                 | 1                  | 3     |
| 7    | Union soviétique     | 0             | 2                 | 0                  | 2     |
| 8    | Espagne              | 0             | 1                 | 0                  | 1     |
| 9    | Australie            | 0             | 0                 | 2                  | 2     |
| 10   | Brésil               | 0             | 0                 | 1                  | 1     |

## Voiliers olympiques
Un catamaran, le Tornado, est retenu pour la première fois. Le 470 fait ses débuts et le Star est absent pour ces Jeux.

Finn - 470 - Flying Dutchman - Tempest - Soling - Tornado

## Résultats

### Courses hommes
| Classe | Or                                           | Argent                                  | Bronze                       |
| 470    | Allemagne de l'Ouest Frank Hübner Harro Bode | Espagne Antonio Gorostegui Pedro Millet | Australie Ian Brown Ian Ruff |
| Finn   | Allemagne de l'Est Jochen Schümann           | Union soviétique Andrei Balashov        | Australie John Bertrand      |

### Courses Open
| Classe          | Or                                                    | Argent                                                 | Bronze                                                           |
| Flying Dutchman | Allemagne de l'Ouest Jörg Diesch Eckart Diesch        | Royaume-Uni Rodney Pattisson Julian Brooke-Houghton    | Brésil Reinaldo Conrad Peter Ficker                              |
| Soling          | Danemark Poul Jensen Valdemar Bandolowski Erik Hansen | États-Unis Walter Glasgow John Kolius Richard Hoepfner | Allemagne de l'Est Dieter Below Michael Zachries Olaf Engelhardt |
| Tempest         | Suède John Albrechtson Ingvar Hansson                 | Union soviétique Valentin Mankin Vladislav Akimenko    | États-Unis Dennis Conner Conn Findlay                            |
| Tornado         | Royaume-Uni Reg White John Osborn                     | États-Unis David McFaull Michael Rothwell              | Allemagne de l'Ouest Jörg Spengler Jörg Schmall                  |